# Thailand-Leierhirsch
Der Thailand-Leierhirsch, Siam-Leierhirsch oder Siamesische Leierhirsch (Panolia siamensis, Synonyme: Rucervus eldi siamensis, Rucervus eldii hainanus) ist ein im südöstlichen Asien vorkommender Echthirsch. Er gehört zu den Leierhirschen oder Thamin (Panolia).
Die Bezeichnung als „Leier“hirsch rührt von der Form des Geweihs der erwachsenen männlichen Tiere her, welches an eine Lyra erinnert.

## Merkmale
Das Fell der Tiere ist gelb-, grau- oder rötlich-braun und kann undeutliche Flecken aufweisen. Der Bauch und die Unterseite des Schwanzes sind weiß, wohingegen das Hinterteil nicht farblich abgehoben ist (kein Spiegel vorhanden). Der Thailand-Leierhirsch besitzt große und längliche Ohren auf seinem schmalen und langen Kopf. Während das Fell im Sommer kürzer ist, tragen die Tiere ein dickeres und dunkleres Winterkleid.
Die 90 bis 130 kg schweren männlichen Tiere werden von Kopf bis Rumpfende etwa 160 bis 170 cm lang. Die Kühe hingegen werden lediglich 60 bis 80 kg und zum Teil auch 90 kg schwer bei einer Kopf-Rumpflänge von 140 bis 150 cm, wobei ihre Schulterhöhe 90 bis 100 cm beträgt. Der Schwanz der Tiere ist 22 bis 25 cm lang.
Das charakteristische Geweih, welches nur die Männchen tragen, wird bis zu einem Meter lang, wobei die einzelnen Verzweigungen bei Betrachtung von der Seite Halbbögen mit der untersten Sprosse (Augsprosse) bilden. Von vorne sieht man die Form der Leier.
Generell lässt sich ein deutlicher Dimorphismus betrachten, wie er bei Hirschen üblich ist.

## Verbreitung und Lebensraum
Das namensgebende Land Thailand beherbergt heute keine Population der Thailand-Leierhirsche mehr. Diese treten nur noch in Vietnam, Kambodscha und der chinesischen Insel Hainan auf. Auch in Laos kommen sie wahrscheinlich vor.
Ursprünglich war die Art in größeren Teilen Asiens, besonders in Thailand ausgeprägt.
Zu seinem Lebensraum zählen sowohl Laub- als auch Regenwälder sowie Sümpfe und offene grasbewachsene Flächen. Auf der Insel Hainan findet man sie auch im Buschland vor.
Zudem findet man sie in den Reisfeldern der Bauern, wo sie z. T. Verwüstungen anrichten.

## Lebensweise und Ernährung
Aktiv sind die Tiere vorwiegend in der Nacht und während der Dämmerung. Sie sind als Einzelgänger bekannt. Nur die Weibchen schließen sich mit ihrem Nachwuchs zum Schutz vor Raubtieren in kleine Gruppen zusammen, die nur selten 20 Tiere groß sind. In der Brunftzeit treffen die Männchen auf die Herden und führen dort auch untereinander ihre Konkurrenzkämpfe um die Paarung mit den Weibchen aus, wie es bei vielen Hirscharten der Fall ist.
Die Tiere besitzen feste Reviere von fünf bis 15 Quadratkilometern Größe, die sie durch Geruchssekrete und Urin markieren und nur zur Partner- oder Nahrungssuche verlassen.
Der Thailand-Leierhirsch ist ein Pflanzenfresser und ernährt sich von Gräsern, Schilfrohr und Wasserpflanzen. Auch Laub und (Fall)obst gehören zu ihrem Futter. Je nach spezifischem Lebensraum kann sich ihre Nahrung in der konkreten Zusammensetzung unterscheiden, wobei sie hauptsächlich auf grasbedeckte Böden angewiesen sind, da Gräser ihr Grundnahrungsmittel darstellen.

## Fortpflanzung
Die Brunftzeit unterscheidet sich je nach Population, findet aber hauptsächlich im Frühjahr statt, sodass die Kälber nach einer Tragzeit von 237 bis 240 Tagen im Herbst und Winter geboren werden. Bei der Geburt wiegt ein Kalb ungefähr 3,5 bis 6 kg. Nach drei bis sieben Monaten findet die Entwöhnung von der Mutter statt. Nach 16 Monaten sind die Hirschkühe in der Regel selbst geschlechtsreif.

## Rezeption in der Kultur
Der Siam-Leierhirsch ist auch in der thailändischen Kultur präsent. Auf eine Ausgabe der silbernen thailändischen 100-Baht-Münze aus dem Jahr 1974 ist ein erwachsenes Tier der Art geprägt, das den Blick über die Schulter nach hinten gerichtet hat.

## Gefährdung und Schutz
Die bestehenden frei lebenden Populationen sind stark zersplittert und dezimiert, sodass die Spezies auf der Roten Liste der weltweit gefährdeten Arten der IUCN aufgeführt wird.
Aufgrund einer Auswertung von 91 wissenschaftlichen Arbeiten und langer Forschungserfahrung wird geschlussfolgert, „dass ein halbwildes Populationsmanagement in eingezäunten Schutzgebieten“ am besten zum Schutz der stark bejagten Art beiträgt. Doch nur mit dem Bewahren der Qualität des Lebensraumes in den bereitgestellten Zonen ist eine Erhaltung des Thailand-Leierhirsches langfristig möglich. Dazu sind weitere Forschungen und intensive Naturschutzmaßnahmen notwendig, weil derzeit ein Wissensmangel über die genaue Abstammung, aktuelle Entwicklungen der Population, den bevorzugten Lebensraum und die Ernährung in verschiedenen Landschaften herrscht.
In Asien wird er noch in acht verschiedenen zoologischen Einrichtungen gehalten, früher kam er auch in europäischen Haltungen vor.

## Systematik
Der Thailand-Leierhirsch gehört zur Gattung der Leierhirsche innerhalb der Familie der Hirsche (Cervidae). Daher rührt auch seine enge Verwandtschaft mit den Edelhirschen (Cervus). Eingegliedert wird er jedoch in die Gattung Panolia GRAY 1843. Dies basiert auf einer 2011 getätigten molekulargenetischen Untersuchung.
Zu den Leierhirschen gehören des Weiteren der Manipur-Leierhirsch (Panolia eldii (McCLELLAND, 1842)) sowie der Myanmar-Leierhirsch (Panolia thamin (THOMAS, 1918)), die sich unter anderem durch ihre Verbreitung und den Grad ihrer Gefährdung vom Thailand-Leierhirsch unterscheiden.